# Nganguela
El ngangela és una llengua estàndard creada d'una barreja de quatre llengües bantus relacionades que ha estat considerada una de les llengües nacionals d'Angola des del moment en què va reemplaçar el lloc oficial que tenia el mbunda.
El ngangela fou creada pel missioner Emil Pearson quan va fer la traducció d'una bíblia que servís per a totes les quatre comunitats lingüístiques. El 1970 fou publicat el diccionari ngangela-anglès. Les quatre llengües mares del ngangela són llengües Chokwe-Luchazis: el luvale, el lucazi, el mbunda i el luimbi.